# Estação Mercado (Biotrén)
A Estação Mercado é uma das estações do Biotrén, situada em Talcahuano, seguida da Estação Talcahuano-El Arenal. Administrada pela Ferrocarriles del Sur (FESUR), é uma das estações terminais da Linha 1.
Foi inaugurada em 24 de novembro de 2005. Localiza-se no cruzamento da Avenida Colón com a Rua Valdivia. Atende os setores do Centro e do Porto.